# Indigofera patula
Espèce
Indigofera patula Baker est une espèce de plantes à fleurs de la famille des Fabaceae et du genre Indigofera.
La sous-espèce Indigofera patula Baker subsp. okuensis Schrire & Onana, décrite en 2000, est endémique du mont Oku et de la crête d'Ijim, au nord-ouest du Cameroun. Cette sous-espèce figure sur la liste rouge de l'UICN comme « vulnérable ».